# 無排卵月経
無排卵月経（むはいらんげっけい、英: Anovulatory cycle）は、月経の周期内に排卵が伴っていない状態。頻発月経、希発月経、過多月経、過長月経、過少月経、過短月経を主訴とし、月経血は消退出血ではなく、破綻出血によるものになるため、1週間以上だらだらと続く出血となることも多い。無排卵月周期症状とも呼ばれる。

## 概要
無排卵月経はエストロゲンの分泌不足によりLHサージが生じないことにより起こる。LHサージが起こらないため、排卵を伴わない。月経があるため、気づきにくい不妊症の原因となる。月経血の種類は消退出血ではなく、破綻出血のため、だらだらと続く少量の出血が特徴である（後述）。

## 消退出血・破綻出血
通常の月経では子宮内膜の機能層が増殖し、機能層を維持するらせん動脈が切れ出血する。これを消退出血と呼ぶ。無排卵月経では子宮の機能層が十分に発育しないため、らせん動脈は切れず、細胞のアポトーシスにより機能層が破綻する。これを破綻出血と呼ぶ。破綻出血の場合はすべての機能層が一度に剥がれ落ちるわけではないので、少量の出血がだらだらと続く状態となる

## 原因
多嚢胞性卵巣症候群、ストレス、過度のやせ及び肥満、卵巣機能が十分に発達していない10代及び卵巣機能低下が生じた更年期以降に起こる。

## 検査
家庭でできる検査として、基礎体温のチェックがある。無排卵月経の際は排卵がないため、黄体もなく、そのためにプロゲステロンが分泌されない。プロゲステロンが分泌されないため、高温期がなくなる(低温一相性)。また、排卵日に見られる低温日もなくなる（低温日は排卵日に必ず見られる現象ではない）。

## 治療
更年期以降で、症状も強くない場合は生理的なものであるため経過観察とする。薬物治療の目的はLHサージをおこし、排卵を誘発させることである。薬物治療には以下のものがある。
- クロミフェン：クロミフェンは抗エストロゲン剤である[3]。抗エストロゲン剤であるが以下の機序によりエストロゲンの増加、エストロゲン感受性の向上させる。まずクロミフェンは月経5日目から5日間投与する[2]。エストロゲン濃度を感知する視床下部はクロミフェンの抗エストロゲン作用により、エストロゲンの枯渇を強く感知する。それによりGnRHの分泌を促進し、エストロゲン感受性を増加させる。これによりエストロゲンの分泌量は増加する。エストロゲンの分泌増加と感度上昇によりLHサージがおこる。
- ピル：低用量ピルにはエストロゲンとプロゲステロンが入っているため、エストロゲンの補充療法となる。

## 切迫流産
- 月経
- 不妊
- 骨粗鬆症
- 基礎体温
- 更年期障害